# Betty Pei Ti
Betty Pei Ti (貝蒂) est une actrice chinoise née en 1951 à Taïwan. 

## Filmographie
- 1972 : Intimate Confessions of a Chinese Courtesan (Ai nu) : Chun Yi
- 1972 : Legends of Lust (Feng yue qi tan)
- 1973 : Tales of Larceny (Niu gui she shen)
- 1973 : The Delinquent (Fen nu qing nian) : Fanny
- 1973 : The Villains (Tu fei)
- 1973 : The House of 72 Tenants
- 1973 : Iron Bodyguard
- 1973 : The Sugar Daddies : Irene Tsai
- 1973 : Le Jeune tigre
- 1973 : Le Gorille de fer (Iron Bodygard / Da dao Wang Wu) : Chin Chu-hua (Camomile)
- 1974 : Shao lin he shang
- 1974 : Mi huan xiong shou
- 1974 : Niu jia da yuan
- 1975 : Qing chun xing
- 1975 : Chang qing shu
- 1975 : Zei gong ji
- 1975 : Long feng pei
- 1975 : Zhan di ying hao
- 1976 : Qing chang zhan chang
- 1977 : Wu jiao wa
- 1977 : Le Complot des Clans : princesse Yin Chi
- 1978 : Da la ma
- 1980 : Zhong yuan yi dian hong
- 1981 : Shang xing lie che